# Doc Powers
Michael Riley "Doc" Powers (ur. 22 września 1870, zm. 26 kwietnia 1909) − amerykański baseballista Major League Baseball.
Urodził się w Pittsfield 22 września 1870. W okresie 1897–1898 grał w drużynie bejsbolowej University of Notre Dame, po czym trafił do Major League Baseball; występował kolejno w Louisville Colonels, Washington Senators, Philadelphia Athletics, New York Highlanders i ponownie Philadelphia Athletics. Jego pseudonim pochodził od popularnego określenia lekarza ("doc"), którym był z wykształcenia.
W trakcie meczu rozgrywanego 12 kwietnia 1909 uległ wypadkowi, uderzając w ścianę. Wypadek spowodował uszkodzenia narządów wewnętrznych, po dwóch tygodniach zmarł na skutek komplikacji po trzech skomplikowanych zabiegach chirurgicznych. Powers jest pierwszym z dwóch zawodników Major League Baseball, którzy zmarli wskutek obrażeń odniesionych w trakcie meczu (drugim był Ray Chapman w 1920).